# Ампара
Ампара (синг. අම්පාර, там. அம்பாறை) — головне містечко округу Ампара, керований міською радою. Він розташований у Східній провінції, Шрі-Ланка, приблизно за 360 км від столиці Коломбо.

## Історія
В давні часи сучасні території Ампари, Південною провінції в цілому, значна частина провінції Ува та на сході невелика частка провінції Сабарагамува, знаходилась у складі князівства Рухуна (бл. 200 р. до н.е. – XI cт.). З початку XI ст., стародавня Баттікалоа розширилася на південь до річки Верругалу Ару і на північ до річки Кумбуккан-Ої. В XVI ст. Ампара знаходилась під управлінням королівства Канді.
У 1890-1900 рр. поселення Ампара було місцем відпочинку мисливців. Під час розробки схеми Галуа від 1949 р. пізнього прем'єр-міністра Д. Сенанайке, Ампара перетворилася на місто. Спочатку це була резиденція будівельників Інчіньягала. Пізніше воно стало головним адміністративним містом Галойської долини. У 1949 році було висунуто проект утворення окремого округу Ампара і узгоджено в 1953 році після переселення сингальців на Південь. 10 квітня 1961 року в результаті відокремлення південної частини від округу Баттікалоа (таміл. மட்டக்களப்புத் தேசம்) було утворено округ Ампара.

## Клімат
Місто Ампара лежить на суходолі Шрі-Ланки. Більшу частину року тут не буває дощу. У березні та вересні сильна посуха. Місто отримує дощ завдяки північно-східному мусону, з жовтня по лютий.

## Транспорт
Поруч з містом розташований внутрішній аеропорт Ампара.

## Карти
- East of Sri Lanka
- Divisions of Ampara
- Detailed map of Ampara vicinity and Sri Lanka [Архівовано 26 липня 2020 у Wayback Machine.]
- Google Map